# Thanhouser Company

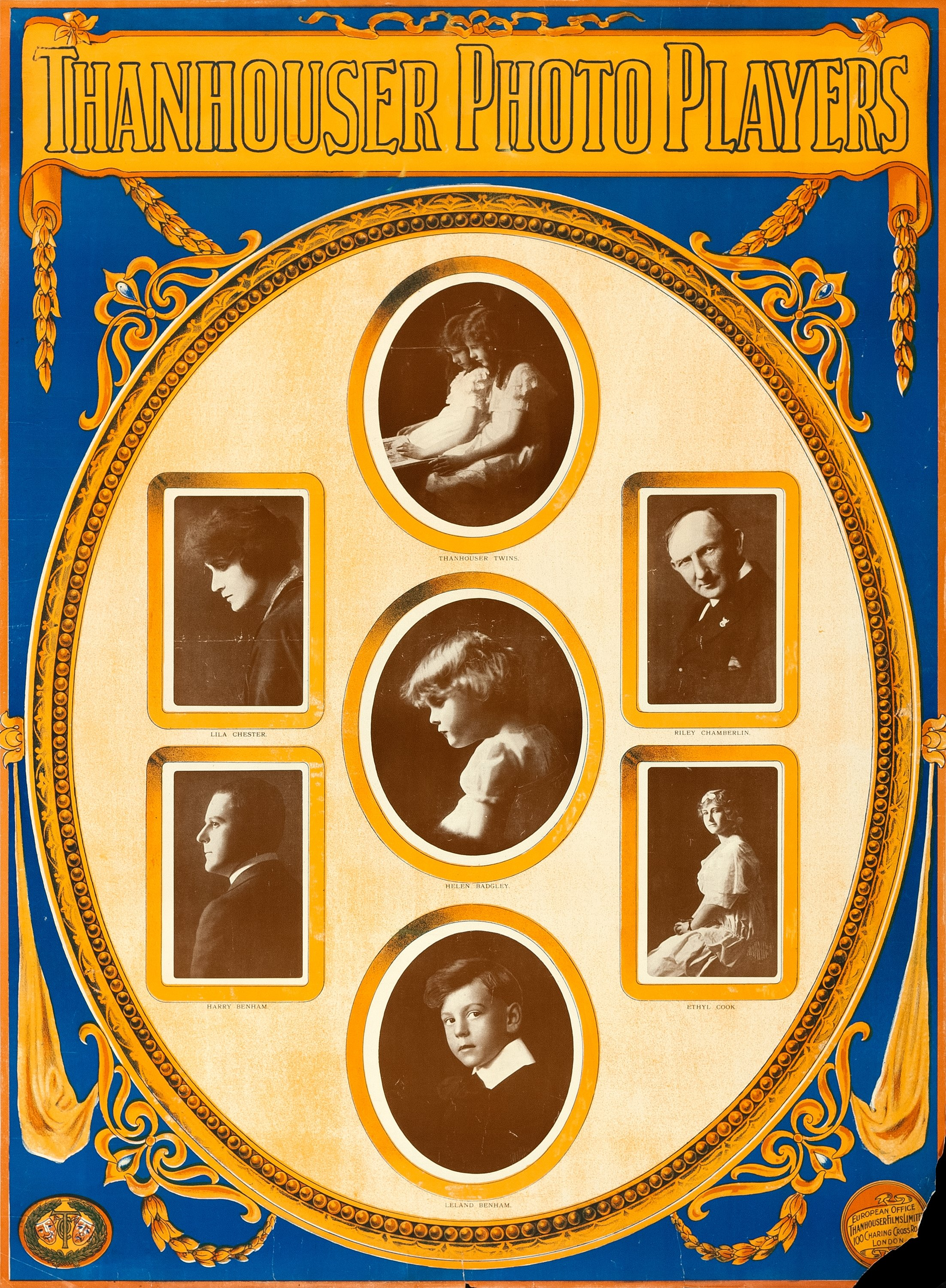
Hoja británica, década de 1910

La Thanhouser Company (posteriormente Thanhouser Film Corporation) fue uno de los primeros estudios de cine, fundado en 1909 por Edwin Thanhouser, su esposa Gertrude y su cuñado Lloyd Lonergan, con sede de operaciones en la ciudad de Nueva York. Hasta su cierre en 1918 llegó a producir aproximadamente mil películas.

## Historia corporativa
Edwin Thanhouser construyó un estudio en New Rochelle, Nueva York. La compañía prosperó bajo el liderazgo de Thanhouser y para el verano de 1910, se había establecido como una de las mejores compañías independientes de la industria. Frank E. Woods, de la American Biograph Company, publicó numerosas reseñas sobre las películas de compañía en la revista especializada The New York Dramatic Mirror, con críticas dirigidas en general hacia los guiones y la fotografía y elogios hacia las actuaciones de los actores.
La Mutual Film Corporation compró la compañía el 15 de abril de 1912, por 250 000 dólares. Charles J. Hite se hizo cargo a partir de este momento.
El 13 de enero de 1913 un incendio destruyó las instalaciones; equipo, vestuarios y negativos de películas en producción se perdieron. Sin embargo, los estudios subsidiarios fueron capaces de atender las necesidades de los distribuidores durante la reconstrucción.
Tras la muerte de Hite en un accidente de automóvil, la compañía continuó por otros tres años. Después de un periodo descontrolado bajo líderes poco experimentados, Edwin Thanhouser fue contratado para hacerse cargo, pero no pudo recrear el éxito que tuvo en sus primeros años. La industria del cine había evolucionado y era más competitiva, y aunque las películas protagonizadas por la estrella Florence La Badie tuvieron éxito, otros proyectos no recibieron una acogida similar. La Badie dejó a la Corporación Thanhouser en 1917, semanas antes de su propia muerte el 13 de octubre de 1917, debido a las heridas que sufrió en un accidente de automóvil a finales de agosto.  
En 1918, la Corporación Thanhouser fue liquidada.

## Estrenos de 1910

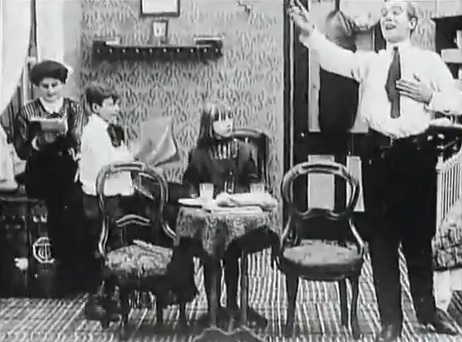
Una foto de The Actor's Children. Muestra la familia con el padre haciendo un poco de actuación teatral para entretener a sus hijos.

El primer lanzamiento de la compañía Thanhouser fue The Actor's Children, el 15 de marzo de 1910. La trama se enfocaba en una familia de actores de teatro con problemas para pagar la renta; mientras los padres estaban fuera, los hijos deambulaban por la calle y bailaban con la música de un organillo hasta que fueron rescatados por un empresario de teatro y regresaron con sus padres. La conclusión de la película es un ejemplo de la técnica dramática deus ex machina, la cual Lonergan usó en varias escenas.
The Actor's Children no fue la primera producción de la compañía; esta fue The Mad Hermit. Producida en otoño de 1909, la película no se exhibió hasta agosto de 1910. Según Lloyd Lonergan, el primer guion que escribió fue para Aunt Nancy Telegraphs, que se filmó en diciembre de 1909 pero no se publicó.
El siguiente estreno fue una adaptación de la novela St. Elmo de Augusta Jane Evans. La versión de Thanhouser de St. Elmo le dio a la compañía reconocimiento fue un éxito, pero la película se supone perdida. Thanhouser lanzó dos películas originales, She's Done it Again y Daddy's Double, antes de pubicar dos producciones en el mismo carrete. Lanzada el 15 de abril de 1910, A 29-Cent Robbery fue incluida con The Old Shoe Came Back, una comedia corta para llenar espacio. A 29-Cent Robbery fue el debut de Marie Eline, que pronto sería conocida como «la chica Thanhouser».
Dos películas precedieron el estreno de Jane Eyre. Las producciones adaptadas de novelas incluyeron The Winter's Tale de Shakespeare, Thelma de Marie Corelli, Tempest and Sunshine de Mary Jane Holmes, entre otras. 
Otras adaptaciones de trabajos clásicos, como Uncle Tom's Cabin, se intercalaron con guiones originales como The Mermaid y The Restoration. El 9 de agosto, The Mad Hermit fue finalmente estrenada y se decartaron los temores de Edwin Thanhouser de que fuera considerada una producción amateur. Entre las películas lanzadas el mismo otoño estuvo Dots and Dashes, donde el código morse le ayuda a un hombre a escapar de una caja fuerte. Hacia Halloween, la compañía estrenó The Fairies' Hallowe'en, dirigida hacia audiencias infantiles. Asimismo, A Thanksgiving Surprise se estrenó para coincidir con el día de acción de gracias.
El fin de 1910 vio más adaptaciones de clásicos e historias cortas, como Paul y Virginia, John Halifax, Gentleman, Rip Van Winkle y The Vicar of Wakefield. Love and Law, lanzada el 17 de diciembre, fue la primera de cuatro películas de la serie Detective Violet Gray, originalmente dada a conocer como «Serie de detectives de Thanhouser». Previamente, Thanhouser había tratado el tema de una reportera que destapaba un caso de corrupción política en The Girl Reporter, y repetido la trama, con una mujer más joven, en A Dainty Politician. Thanhouser también lanzó Looking Forward, una adaptación de la historia de James Oliver Curwood, donde una joven química despierta un siglo en el futuro en un mundo dominado por las mujeres. El último lanzamiento del año fue Hypnotized, que narraba la historia de un malintencionado hipnotista.

## Filmografía

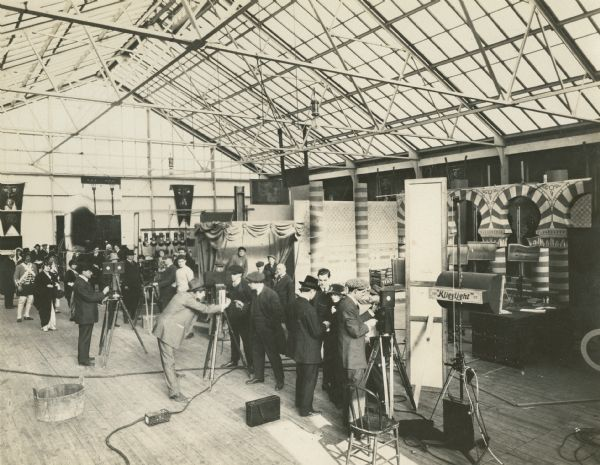
Foto de la producción mostrando cómo tres o más escenas de películas silenciosas podían ser filmadas de manera simultánea bajo el techo de vidrio del estudio Thanhouser, 1914. Actores con vestuario, directores, camarógrafos, sets, un Klieglight, y cuatro cámaras silenciosas Pathé.

La compañía Thanhouser produjo aproximadamente mil películas mudas. Entre ellas son destacables:
- The Cry of the Children:  La Junta nacional de la preservación cinematográfica de la Biblioteca del Congreso de los Estados Unidos la incluyó en 2011 en el National Film Registry, compendio cinematográfico que reconoce a los filmes por su importancia histórica, cultural y estética.[24] La junta describió este melodrama de doble carrete del año 1912, en parte filmado en un recinto de manufactura textil, como un «trabajo clave» relacionado con el movimiento para la reforma sobre el trabajo infantil en Estados Unidos años antes de la Primera Guerra Mundial. Una reseña de la época la calificó como «la más audaz, precisa en tiempo y efectiva representación de los crueles abusos sociales».[24]
- The Evidence of the Film:  Un filme de 15 minutos de 1913, que formó parte de las 25 películas seleccionadas para el National Film Registry en el año 2001.[25]
- When the Studio Burned:  El 13 de enero de 1913 (tres días después del lanzamiento de The Evidence of the Film), las instalaciones principales del estudio Thanhouser en New Rochelle (Nueva York) se incendiaron. Muchos de los negativos en la librería del estudio fueron salvados, junto con los archivos administrativos y la librería de películas. Sin embargo, ninguno de los camarógrafos pudo poner su equipo a salvo hasta que el estudio ya estaba destruido. Gracias a las adquisiciones recientes de instalaciones de producción por parte de la compañía Thanhouser en Los Ángeles y Chicago, el estudio fue capaz de producir esta película de ficción de 14 minutos sobre el incendio. La película, que incluía a muchas de las estrellas del estudio como ellas mismas, fue lanzada el 4 de febrero de 1913.[26]